# Tanaka Yoshio

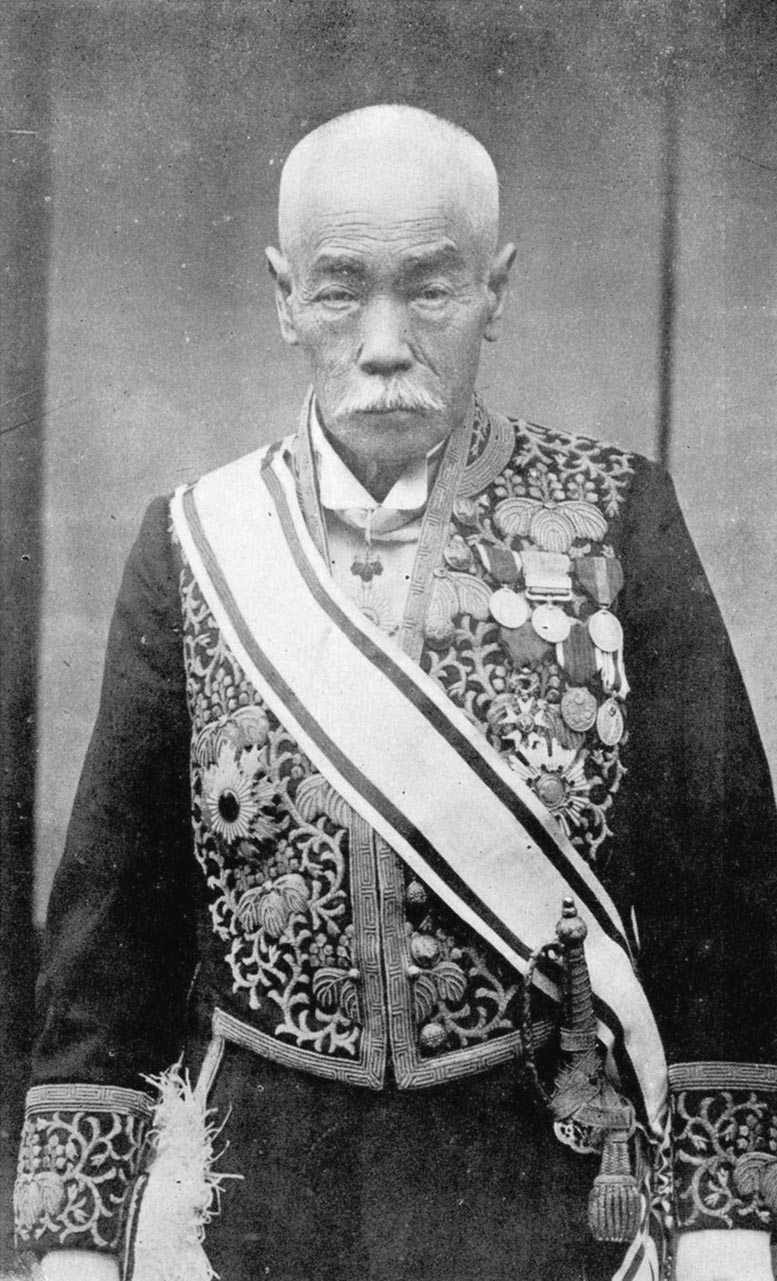
Tanaka Yoshio

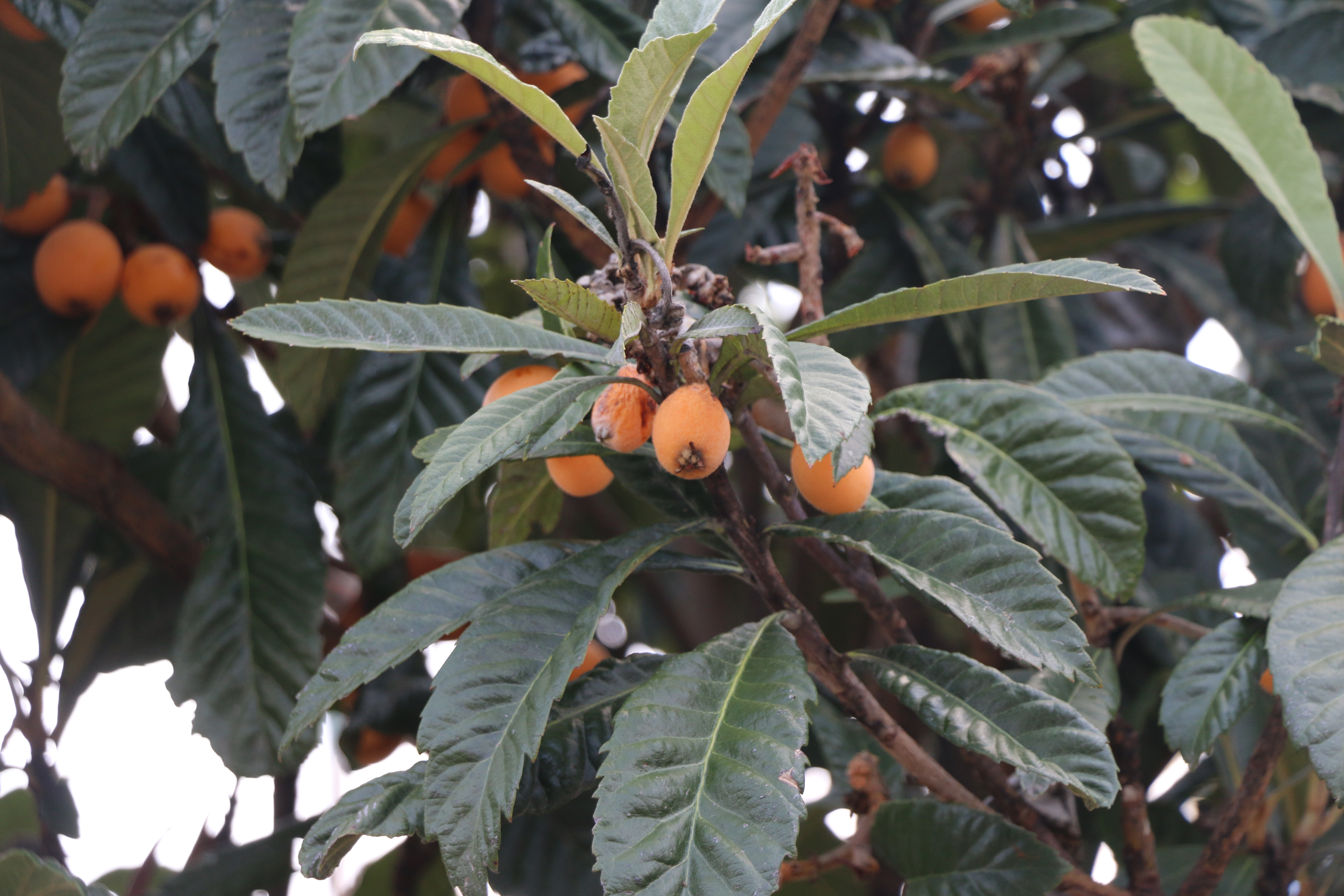
Tanaka-Biwa

Tanaka Yoshio (japanisch 田中 芳男; geboren 27. September 1838 in Iida (Provinz Shinano); gestorben 22. Juni 1916) war ein japanischer Naturwissenschaftler und Organisator. So wird er „Vater der Museen“ genannt.

## Leben und Wirken
Tanaka Yoshio war der dritte Sohn des Arztes Tanaka Josui (田中 如水). Er studierte unter dem Pharmakologen und Botaniker Itō Keisuke (1803–1901) Naturwissenschaften. 1862 arbeitete er für das „Bansho Shirabejo“, 1867 nahm er auf Anweisung der Regierung an der Weltausstellung Paris teil und stellte dort 50 von ihm angefertigte  Schachteln mit Insekten aus.
Nach der Meiji-Restauration 1868 arbeitete Tanaka für die Regierung. Er wurde beauftragt, das Kaiseijo (開成所), die Nachfolgeeinrichtung des Bansho Shirabejo, weiterzuentwickeln. Er setzte sich mit aller Kraft ein für ein Museums im Stadtteil Ueno und für einen Zoologischen Garten dort. Er schrieb Lehrbücher für Kinder und züchtete die „Tanaka-Biwa“, eine verbesserte Art der Biwa (Japanische Wollmispel), die er in Nagasaki gefunden hatte. Er war Prüfer für die Nationale Industrieausstellung und Sekretär der Weltausstellung 1873 in Österreich und Centennial Exhibition 1876 in den USA.
Tanaka setzte sich für die Züchtungsindustrie ein. Er wurde Direktor des Landwirtschaftsbüros des Ministeriums für Landwirtschaft und Handel, gleichzeitig Direktor des Museumsbüros. Er beteiligte sich an der Gründung der „Japan Forestry  Association“ (大日本農会. Dai-Nihon Nōkai), der „Forestry Association“ (山林会, Sanrinkai) und der „Fisheries Association“ (水産会, Suisankai). Er wurde Mitglied der „Tōkyō Academy“ (東京学士会院, Tōkyō Gakushi-in), Mitglied des Oberhauses des Parlaments und wurde zum Baron ernannt.
Tanaka verfasste die botanische Enzyklopädie „Yūyō shokubutsu zusetsu“ (有用植物図説) – „Illustrierte Darstellung der wichtigsten Pflanzen“ in sieben Bänden.